# ぷくぷく天然かいらんばん
『ぷくぷく天然かいらんばん』（ぷくぷくてんねんかいらんばん）は竜山さゆり作の動物ラブコメディ漫画。略称ぷく天。小学館の少女漫画雑誌『ちゃお』に1999年4月号から2005年7月号にかけて連載された。
平成13年（2001年）に第47回小学館漫画賞を受賞。2002年には『ちゃお』本誌の付録としてドラマCD化され、2002年と2004年にはゲーム化も行われた。
2022年3月1日からはちゃおコミにて続編である「ぷくぷく天然かいらんばん おかわり」の連載が始まった。

## あらすじ
ある日のこと、いつものように町内の見回りをしていた子犬『ぷくぷく』は、行き倒れになって倒れていた柴犬を見つける。介抱したのち、ぷくぷくとその柴犬は飼ってくれる人間を探しに町内を駆け回ることになる。そして柴犬は高山タケシという男の子に拾われる。
主人公の子犬・ぷくぷくを中心に、犬や猫たちの『すぎよし町内』におけるほのぼのとした日常が描かれている、一話完結型のストーリーである。

## 登場人物

### メインキャラクター
月下 ぷくぷく（つきした ぷくぷく）
声：下屋則子（ドラマCD内）
主人公。生後3ヶ月の雑種（モデルはジャック・ラッセル・テリア）のオス。好物はさくらんぼ、かき氷、スイカ。
正義の味方『ピース仮面』に憧れており、将来はルドルフのような立派なシェパードの警察犬になるのが夢。運動神経が鈍く少々頼りない所もあるが、性格は素直で心優しい。時には勇気を振り絞って仲間のピンチに立ち向かう芯の強い一面もあるが、お人好しな性格故に仲間のわがままに振り回されることも多い。音痴である。
『地球防衛軍ハムスター秘密基地』でのコードネームは『ブラボー・ぷくぷく』。
高山 ぽんた（たかやま ぽんた）
声：鶴野恭子（ドラマCD内）
月下家の隣に住む高山家で飼われている柴犬。生後3ヶ月で、ぷくぷくとは同い年。
性別はメス。一人称は「ボク」で、男勝りのルックスや性格、言動などからオスに間違われる。そのため、「ぽんた」よりも「マーガレット」と呼ばれることを好む。
劣悪な環境と自分が売れ残りであることを理由に隣町のペットショップから逃げ出し、行き倒れになっていた所をぷくぷくに助けられた。
ぷくぷくよりも遥かに優れた体力を持っており、ぷくぷくのおやつを横取りすることが日課となっている。しかし、ぷくぷくが自分以外の女の子（主にみけねー）と仲良くしていることに嫉妬したりと、時にぷくぷくのことを意識した女の子らしい一面も見せる。
ケケロ
シベリアン・ハスキーのオス。生後4ヶ月で、ぷくぷくとぽんたよりも1ヶ月年上。太い眉毛が特徴。意地っぱりで皮肉屋だが、根は優しい。
連載初期はぷくぷくの恋のライバルとして登場した感があったが、徐々に作中での登場回数が減少し『出番の少なさ』をネタにされたこともあった。しかし、ココ登場後は彼女を一途に愛する情熱的な性格が追加され、その後は登場回数も回復していった。それでも登場回数は他のキャラクターと比べて格段に少ない。くじ運が強い。
クロ
声：中村大樹（ドラマCD内）
日本ネコのオス。年齢不詳。すぎよし町内を仕切る『ノラネコ団』のリーダーで、子分にハチャ・メチャ・クチャの3匹がいる。
町内の動物たちが毎日一堂に集まる『ネコ集会』の主催者。派手好きな性格だが面倒見も良い。ルドルフはみけねーを巡っての恋のライバルだが、時には協力し合うこともある。
ルドルフ
声：三宅健太（ドラマCD内）
ジャーマン・シェパードのオスで4歳。ドイツの優秀な警察犬の一族で、ルドルフ自身も優れた警察犬である。一人称は「私」。
落ち着きがあり、思慮深い性格のため町内の動物たちから慕われている。まとめ役的な存在であるが、情熱的な一面も持つ。
クロはみけねーを巡る恋のライバルだが、時にはお互い協力することもある。高所恐怖症で女性にやや弱い。
みけねー
声：熊谷ニーナ（ドラマCD内）
三毛猫のメス。年齢不詳。町内一の美しい容姿とミステリアスな性格から、町内のあらゆる動物たちにファンは多い。
水晶玉占いは的中率100％を誇るが、通常は代金として煮干し2本が必要。一方で恋愛にはさほど興味がなく、クロ、ルドルフのアプローチを常に軽く受け流している。その反面、ぷくぷくのことをよく気にかけているが、ぷくぷくがクロ、ルドルフ、ぽんたの怒りを買ってしまうことも少なくない。
五条 マルセーヌ・ド・ベルモット・フォン・ラシェール
マルチーズのメスで生後2ヶ月。通称『マルちゃん』。性格は素直で楽天家。一人称は「マル」。
ペット向け商品を手がける大企業の社長宅で飼われており、ぷくぷくを兄と慕う妹的な存在。煉瓦の壁を叩き壊し、ワイドテレビを軽々と押し潰すなど現実離れした怪力を持つが、本人は自覚していない。舌足らずで、語尾に『～でしゅ』を付ける。
クラウス
犬種不明。生後1ヶ月のオス。ルドルフとは叔父・甥の関係にあたる、警察犬の卵。ドイツ出身だが、父・グスタフの溺愛ぶりを見かねた母・ローズによってルドルフの元へ養子に出された。
バームクーヘンとソーダ水が好物。まだ幼いため、泣き虫で誰にも構ってもらえないことを嫌う。ぷくぷくを「ぷくせんぱい」と呼んでいる。
無垢な瞳から繰り出す『うるうる光線』は相手の心に直接願いを訴えかける必殺技だが、マルちゃん同様、本人に自覚症状はない模様。
山田
声：比嘉久美子（ドラマCD内）
ゴールデンハムスターのオス。年齢不詳。みけねー以上にミステリアスで、飄々とした性格。
『ハムスタートリオ』のリーダー的存在で、生まれつき出来たというマジックやイリュージョンショーはプロ級の腕前。ハムスターだがなぜか背泳ぎができる。紅茶を淹れることも得意で時たまお茶会を開き、温泉旅行に出かけるのが趣味。連載初期は影の薄い存在だったが徐々に出番が増えた。顔の左側に斑模様がある。
ぷくぷくや万年の良き相談相手。『地球防衛軍ハムスター秘密基地』でのコードネームは『ビクトリー・山田』。

### 主なサブキャラクター

#### すぎよし町内
田中
山田と同じゴールデンハムスターのオス。年齢不詳。『ハムスタートリオ』の1人。江戸っ子気質で、非常に気が短く怒りっぽいが、義理人情に厚く思いやりのある性格。顔の右側に斑模様がある。
名の知れた花火職人でもあり、クロが弟子入りしている。寝相が非常に悪く、起きた時には辺りの様子が一変していることも多い。無類のかき氷好き。『地球防衛軍ハムスター秘密基地』でのコードネームは『ファイヤー・田中』。
伊藤
山田と同じゴールデンハムスターのオス。年齢不詳。『ハムスタートリオ』の1人。田中とは逆に穏やかな性格で、常に微笑を絶やさない。顔の左側に斑模様があり、三重眉毛が特徴である。
必殺技の『必殺ニコニコ波』はクラウスの『うるうる光線』をも軽く撃破した。ソーダ水と昼寝が好きで、クラウスのソーダ水好きは伊藤の影響。『地球防衛軍ハムスター秘密基地』でのコードネームは『スマイリー・伊藤』。
月下 モグ(つきした もぐ)
ブルーボタンインコのオスで2歳。月下家で飼われてはいるが、帰属意識は感じていないようである。語尾に「ッチ」を付けて喋る。性格は乱暴でわがまま。町内一の情報通で知られるが、内容は9割以上デマ。
2004年まで作者が実際に飼っていたペットがそのままモデルとなっている。
万年
山田の良き友人。ミドリガメのオスで10000歳以上。
駄洒落などのお笑い好きだが、話すのが非常に遅いため、山田を除いて誰もギャグを最後まで聞いたことがないとされる。
コイ
ニシキゴイのオス。年齢不詳だが、町内では100歳を超えているという噂が強い。神社境内の池で暮らしている。
カラス
神社の木に巣を作って暮らしている。光り物ならば何でも好きで、過去にはぷくぷくの首輪についたメダルやルドルフの主人の指輪、さらには『うるうる光線』につられてクラウス本人を誘拐したことも。後に『カラスのクログロ便』を始め、ケケロとココの遠距離恋愛に貢献した。
ポッキー
ぷくぷくの飼い主かりんが買ってきた、ぷくぷくが見上げるほど大きな犬のぬいぐるみ。ぬいぐるみなのに不敵な笑みを浮かべている。動けないはずなのに、意思があるかのようにぷくぷくの邪魔をする。表情も変わる。
うさうさ、ピョンピー
謎のウサギ2人組。正体は『ラビーム星』から地球侵略にやってきた宇宙人。いくつもの星を征服した冷酷で残忍な性格らしいが、地球の侵略に失敗。ぷくぷくたちからは友達扱いされている。宇宙船が爆破されており、いつか宇宙に帰れる日が来ることを待ち望んでいる。
階級はうさうさが閣下、ピョンピーが大佐。名前はぷくぷくが名付けたもの。
- この他、チワワのプチや老犬コロなどのキャラクターがいる。

#### すぎよし町外
ココ
キャバリアのメス。ケケロの遠距離恋愛の相手で、両思いの関係にある。
初めはケケロの家の隣に住んでいたが、生まれつき身体が弱かったこともあって飼い主の配慮とケケロの説得で田舎へ引っ越す。
性格は素直だが、一度決めたら一途なところもある。引越しの際、ケケロにもらった緑色のボールが宝物。
グスタフ
ジャーマン・シェパードのオス。ドイツ出身で、クラウスの父、ルドルフの兄にあたる。ドイツの誇る『世界一の警察犬』として有名だが、クラウスに対する溺愛ぶりは凄まじく、町内にやってくる。濃い眉と髭が特徴。
ローズ
クラウスの母親で、グスタフの妻。彼女自身もドイツ代表に選ばれるほどの優秀な警察犬だが、グスタフのローズに対しての照れ隠しや夫の親バカぶりに常に頭を悩ませている。
レオン
ケアーン・テリアのオス。マルセーヌの許婚。
飼い主の間で勝手に進められる見合い話が嫌で逃げ出したが、同じく逃げ出してきたマルセーヌ本人と会い、その性格に心惹かれるようになる。爽やかで、何事にも一生懸命な性格。
くーた、ふーた
日本ネコの兄弟。まだ生まれたばかりで、『すぎよし町』の外れにある川原に捨てられていたところをみけねーによって助けられた。
その後はぷくぷく達が世話をしていたが、飼い主の母親が反省したことにより、無事に父猫のリョータに引き取られた。
ビクトリア
『世界一美しい犬』と言われるトップモデル。犬種は不明。性別はメス。
上品で清楚ながらもおてんばな一面を持ち、雪合戦では1人ですぎよし町の動物たち相手に圧勝した。
マーガレット
ぽんたと瓜二つの顔を持つ、柴犬のオス。とある国の王家で飼われていたが、来日中にはぐれてしまった所をぷくぷく達に助けられた。
ぽぷり
ぷくぷくの母親。優しく朗らかな性格。ぷくぷくを産んで間もなく重病に罹ったが、後に回復。自身の気持ちよりも息子の幸せを考え、すぎよし町へと帰らせた。
ゴンゾウ
『すぎよし町』の隣にある『うめよし町』を仕切るノラネコたちのリーダー。『すぎよし町』の征服や撹乱、みけねーの強奪などを画策するが、クロやルドルフ、ぷくぷくに阻止されている。乱暴な性格だが、ロマンチストな一面も持つ。
- この他、ゾウのパオパオ、コッカー・スパニエルのクリスなどのキャラクターがいる。

#### ハムスター秘密基地
D-KO-PO （デコポ、デコポン）
『地球防衛軍ハムスター秘密基地』を巡回する高性能ロボット。『デコポン』は通称で正しくは『デコポ』。『デコポン』と呼ばれると怒る。
やや偏屈な性格で、奇妙な名古屋弁を使う。
博士
天才的な頭脳を持つハムスターの博士。D-KO-POの生みの親であるが、博士であること以外は一切不明である。
『地球防衛軍ハムスター秘密基地』の長だが、失敗も多い。
早乙女 ルーシー
『地球防衛軍ハムスター秘密基地』の隊員。ゴールデンハムスターのメスで、コードネーム持ち隊員の中では唯一のメスである。
元々はゲームボーイアドバンスソフト『ぷくぷく天然かいらんばん　～恋のキューピッド大作戦～』のオリジナルキャラクターだったが、後に原作にも登場。
フランス出身で騒々しい性格の持ち主。『ラブ・アンド・ピース』を信条としている。父親の影響で忍者好きで、様々な忍術を使いこなせる。
『地球防衛軍ハムスター秘密基地』でのコードネームは『ダイナマイト・ルーシー』。

#### 人間
月下 かりん（つきした かりん）
ぷくぷくの飼い主で小学5年生の女の子。活発な優しく女の子らしい性格。中学生の兄がいる。ぷくぷくとの絆は固く結ばれており、常にお互いのことを思い合っている。髪型は三つ編みにしていることが多い。
かりんの母
かりんの母親。普通の母親ではあるが、怒った時は鬼のように恐い。バーゲンの為に、ぷくぷくに何時間も『待て』をさせてしまい、娘のかりんに怒られたことがある。
かりんの父
かりんの父親。温厚な性格だが、家にいることは少ない。
高山 タケシ（たかやま タケシ）
ぽんたの飼い主で、かりんの家の隣に住む小学5年生の男の子。野良犬だったぽんたを優しく迎え入れる包容力ある男の子だが、メスと知りながら「ぽんた」と名付けた。また、かりんのことは女の子として意識している。
ゆき
ケケロの飼い主。かりんの従姉。住居の関係から結婚の際、ケケロと引き離されそうになったが、犬を飼ってもいい新居に移り住むことで一件落着した。
五条 悟（ごじょう さとる）
マルセーヌの飼い主。小学6年生の男の子。
五条の祖父
五条の祖父で、ペット向け商品を手がける大企業『ラッキー・ドッグ』社の社長。孫以上にマルセーヌを溺愛しており、マルちゃんを古井戸から助け出したぷくぷくに大量のお礼を贈り、心配のあまり心労で倒れてしまったこともある。
魚政の店主
魚屋『魚政』の店主。クロを始めとする『ノラネコ団』の団員たちはよくこの店の魚を盗んでおり、店主にとっては頭の痛い問題。
しかし気前の良い性格で、モグのデマを信じて寝込んでしまったクロを心配し、メッセージを添えて鯛を贈ったこともある。

#### その他
柴山 春之助 （しばやま はるのすけ）
番外編、『ぷくぷく天然かわらばん』に登場した、柴犬のオス。年齢はぷくぷく達と同じ。顔はぽんたと瓜二つ。柴山藩の若殿。
さるりせんせい
作者、竜山さゆりのこと。単行本4巻にてぷくぷくと会話するシーンがある。

## ゲーム
ぷくぷく天然かいらんばん
機種：ゲームボーイアドバンス
開発：ウィル
発売：ビクター・インタラクティブ・ソフトウェア
発売日：2002年4月26日
ぷくぷく天然かいらんばん 〜恋のキューピッド大作戦〜
機種：ゲームボーイアドバンス
開発：ウィル
発売：マーベラスインタラクティブ
発売日：2004年3月26日
ぷくぷく天然かいらんばん 〜ようこそ！イリュージョンランドへ〜
機種：ゲームボーイアドバンス
開発：ウィル
発売：マーベラスインタラクティブ
発売日：2004年12月9日
ストーリー：マルセーヌが昨日行った遊園地のアトラクション「ふしぎの島のだいぼうけん」のパンフレットをぷくぷく達に見せているシーンから始まる。うさうさとピョンピーがそれを見ていたその時、突然虹色の時空が現れ、ぷくぷく達はふしぎの島のだいぼうけんと同じ島に到着した。これは山田さんの招待である。